# Nonô (futebolista)
Claudionor Gonçalves da Silva, mais conhecido como Nonô (Rio de Janeiro, 1 de janeiro de 1899 — Rio de Janeiro, 21 de julho de 1931) foi um futebolista brasileiro que atuou como atacante.

## Carreira

### Palmeiras-RJ
Iniciou a carreira no hoje extinto Palmeiras, clube carioca com sede na Quinta da Boa Vista, no bairro de São Cristóvão, em 1919.

### Flamengo
Em março de 1921, transferiu-se para o Flamengo, que defendeu até o fim de sua carreira e pelo qual disputou 143 partidas com 123 gols, sendo o artilheiro do Flamengo na década de 1920 e o 14º maior artilheiro de toda a história do clube.
Jogou pelo rubro-negro entre 1921 e 1930, onde foi campeão carioca em 1921, 1925 e 1927.[carece de fontes?] Foi o 1° artilheiro do Flamengo em uma competição, com 17 gols no Campeonato Carioca de 1923. Faleceu precocemente vítima de uma tuberculose, aos 32 anos de idade.

## Títulos
Flamengo
- Campeonato Carioca: 1921, 1925 e 1927
- Taça Ypiranga Football Club: 1921
- Torneio Início: 1922
- Torneio America Fabril: 1922 e 1923
- Taça Carioca Football Club: 1923
- Troféu Petropolitano Football Club: 1923
- Campeonato Carioca de Futebol Segundo Quadros: 1925 e 1927
- Troféu Torre Sport Club: 1925
- Troféu Agencia Hudson: 1925
- Troféu Jornal do Commercio de Pernambuco: 1925
- Troféu Sergio de Loreto: 1925
- Troféu Associação Paranaense de Desportos: 1927
- Taça Doutor Affonso de Camargo: 1927